# Skullcandy

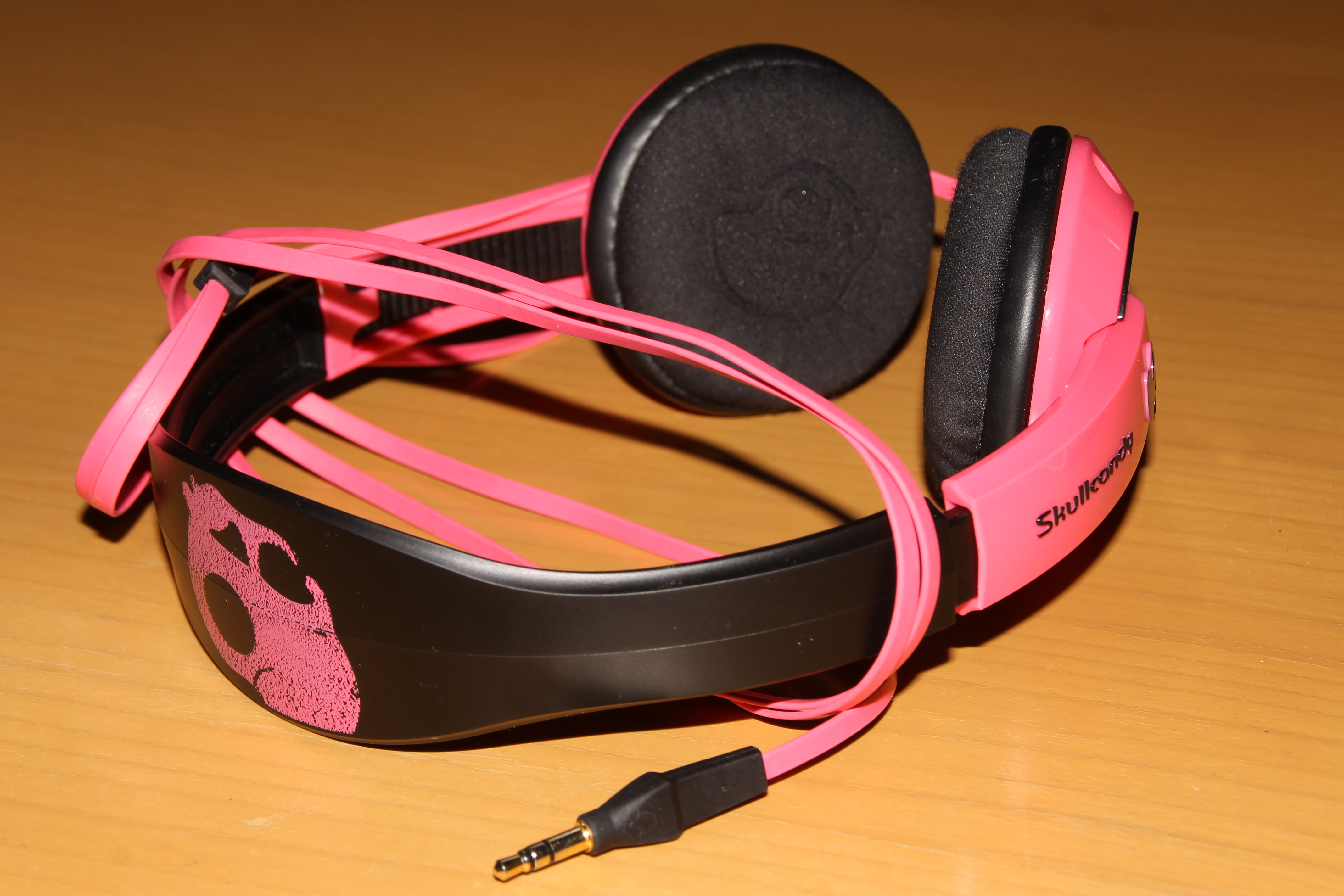
2011 års modell av "Uprock" av Skullcandy.

Skullcandy är ett företag som främst tillverkar hörlurar.
De har valt att profilera sig inom extremsport.